# Đổng Thừa
Đổng Thừa (chữ Hán: 董承; ?-200) là tướng thời Tam Quốc trong lịch sử Trung Quốc. Ông giúp Hán Hiến Đế chống lại quân phiệt Tào Tháo nhưng cuối cùng thất bại.

## Báo thù cho Đổng Trác
Đổng Thừa vốn là thuộc hạ của Ngưu Phụ - con rể Đổng Trác. Ông cùng Lý Thôi, Quách Dĩ, Trương Tế, Phàn Trù là cộng sự lâu năm dưới quyền Đổng Trác. Ông cùng vua Hán Hiến Đế có quan hệ họ hàng: cô ruột ông là Đổng thái hậu - mẹ của Hán Linh Đế, bà nội của Hán Hiến Đế.
Năm 192, Đổng Thừa đang cùng Ngưu Phụ đóng quân ở An Ấp. Được tin Đổng Trác bị Vương Doãn và Lã Bố giết ở Trường An, ông theo Ngưu Phụ đi báo thù. Ngưu Phụ bị giết, ông theo Lý Thôi, Quách Dĩ đánh vào Trường An, giết Vương Doãn, đuổi Lã Bố.

## Theo giúp Hán Hiến Đế
Đổng Thừa gả con gái cho Hán Hiến Đế. Hiến Đế lập Đổng thị làm Quý nhân.
Sau khi Phàn Trù bị giết (194), kinh thành chỉ còn lại Lý Thôi và Quách Dĩ đóng quân nắm quyền. Năm 195, Lý Thôi và Quách Dĩ cùng muốn một mình làm chủ triều đình nên trở mặt đánh nhau. Lý Thôi mang Hán Hiến Đế và Phục hoàng hậu từ trong cung mang vào doanh trại giam lỏng. Quách Dĩ cũng bắt giữ một số đại thần làm con tin. Trương Tế từ Hoằng Nông kéo về giảng hòa hai người và khuyên Lý, Quách hãy để Hiến Đế rời Quan Trung về quận Hoằng Nông. Lý Thôi đồng ý.
Tháng 7 năm 195, Hán Hiến Đế cùng công khanh từ doanh Bắc Ổ của Lý Thôi (ngoài thành Trường An) lên đường sang phía đông. Lúc đó Đổng Thừa chán ghét Lý Thôi, bèn bỏ Lý Thôi cùng một tướng khác là Dương Định (tướng Khăn Vàng cũ) cùng nhau hộ giá Hiến Đế.
Tháng 8 năm 195, Hiến Đế đến Tân Phong. Lý Thôi, Quách Dĩ hối hận để Hiến Đế đi, cùng Trương Tế lại mang quân đuổi đánh Hán Hiến Đế. Ba tướng đuổi tới khe Tào Dương cách Thiểm châu 60 dặm thì đuổi kịp, đánh bại Dương Phụng. Dương Phụng và Đổng Thừa bàn nhau, một mặt giảng hòa với Lý Thôi, Trương Tế, mặt khác ngầm gọi thủ lĩnh quân Bạch Ba là Hàn Tiêm, Lý Nhạc và thủ lĩnh Hung Nô là Khứ Ty lại giúp. Trong trận tái chiến, Dương Phụng và Đổng Thừa nhờ viện binh đã đánh bại được Lý, Quách và Trương.
Đổng Thừa nhân lúc thắng trận, tới vùng phụ cận thuộc bến đò Mao Tân đưa Hiến đế cùng Phục hoàng hậu và một số tùy tùng qua sông Hoàng Hà, tới An Ấp thuộc quận Hà Đông nghỉ lại. Thái thú quận Hà Nội là Trương Dương sai người đến Lạc Dương sửa sang cung điện bị Đổng Trác đốt phá. Đến tháng 1 năm 196, Hiến Đế từ An Ấp đến Lạc Dương.
Trương Dương và Vương Ấp không muốn bon chen ở triều đình để tranh chức quyền nên sau khi giúp Hiến Đế tới được Lạc Dương, hai người trở về bản địa Hà Đông và Hà Nội. Dương Phụng cũng không muốn tranh chấp, rút quân về Khai Phong. Ở Lạc Dương chỉ còn Đổng Thừa và Hàn Tiêm bên cạnh Hiến Đế. Hàn Tiêm có công hộ giá, tỏ ra cậy quyền, lấn ép các đại thần. Để thưởng công các tướng, Hán Hiến Đế phong Hàn Tiêm làm Đại tướng quân, lĩnh ấn Tư lệ hiệu úy, được cầm tiết việt; Đổng Thừa làm Vệ tướng quân.
Vệ tướng quân Đổng Thừa không muốn để Hàn Tiêm hoành hành, bèn bí mật sai người đi triệu Tào Tháo đang có binh hùng tướng mạnh ở Duyện châu đến hộ giá.
Tào Tháo khởi đại quân từ Duyện châu tới Lạc Dương, nhờ lực lượng quân sự hùng hậu, nhanh chóng đánh tan lực lượng của Hàn Tiêm. Tiêm thua trận bỏ chạy.

## Mưu chống Tào Tháo
Sau đó Đổng Thừa theo Hán Hiến Đế và Tào Tháo về Hứa Xương. Tào Tháo tự xưng là Hành xa kỵ tướng quân, điều hành triều chính.
Năm 199, Tào Tháo trao lại chức Xa kỵ tướng quân cho Đổng Thừa. Thời gian đó Tào Tháo vừa đánh bại Viên Thuật và chuẩn bị giao tranh với Viên Thiệu.
Hán Hiến Đế bị Tào Tháo chèn ép rất bất bình. Đổng Thừa cũng không bằng lòng về việc Tào Tháo chuyên quyền, bèn đứng về phe Hiến Đế. Hán Hiến Đế sợ lộ chuyện bèn viết mật chiếu với nội dung lệnh cho Đổng Thừa giết Tào Tháo và giấu vào trong đai áo, đưa áo cho ông mặc ra khỏi cung.
Đổng Thừa bí mật bàn bạc việc này với Lưu Bị và một số quan lại trong triều. Ít lâu sau Lưu Bị xin đi đánh chặn đường Viên Thuật định chạy lên Hà Bắc theo Viên Thiệu nên rời khỏi Hứa Xương.
Tháng giêng năm 200, việc mưu sát Tào Tháo của Đổng Thừa bị lộ ra ngoài. Ông và các cộng sự đều bị Tào Tháo bắt giữ cùng gia quyến.
Sau đó, Đổng Thừa bị giết cả gia tộc, trong đó có cả Đổng quý nhân đang mang thai. Không rõ năm đó Đổng Thừa bao nhiêu tuổi.

## Trong Tam Quốc diễn nghĩa
Đổng Thừa xuất hiện trong tiểu thuyết Tam Quốc diễn nghĩa của La Quán Trung từ hồi 12 đến hồi 24. Khi xuất hiện, Đổng Thừa đóng vai trò là quốc thích đến hộ giá vua Hiến Đế trong biến loạn của Lý Thôi, Quách Dĩ. Tam Quốc diễn nghĩa không nói về việc Đổng Thừa xuất thân cùng với Lý, Quách.
Trong vụ mưu sát Tào Tháo ở Hứa Xương, Đổng Thừa là người chủ mưu. Ông được Hiến Đế ban cho chiếu tự viết bằng máu lệnh giết Tào Tháo, đã cùng Lưu Bị, Mã Đằng và 4 người khác định lật đổ Tào Tháo. Ông kêu gọi thái y Cát Bình mưu giết Tào Tháo bằng rượu độc nhưng việc không thành. Vụ việc bị phát giác, chỉ trừ Lưu Bị đã đi Từ châu, cả nhóm Đổng Thừa gồm năm người cùng năm nhà già trẻ, trai gái đều bị xử trảm hết. Cộng tất cả hơn bảy trăm người phải rơi đầu.
La Quán Trung làm thơ viếng Đổng Thừa:
Chiếu lồng đai áo, gắng lo toan,
Gác vắng, vua, tôi lệ ứa tràn...
Nghĩ lại năm xưa từng cứu giá,
Cảm lòng ngày ấy được ban ân.
Say mê cứu nước, mang tâm bệnh,
Khao khát trừ gian, kết mộng hồn...
Thiên cổ treo cao gương nghĩa liệt,
Ngoài ra thành, bại... sá chi bàn?